# Огледало (филм)
„Огледало“ (на руски: Зеркало) е филм от 1975 г. на руския (съветски) режисьор Андрей Тарковски.

## За филма
„Огледало“ е филм-изповед, разказващ за детството на Тарковски, напусналия семейството баща и майката принудена да отгледа сама децата си в тежките години на войната. Епизодите не са подредени в хронологична последователност. Редуват се кадри със спомени от детството и съвременността. Проследяват се сложните взаимоотношения между главния герой (оставащ винаги зад кадър) и неговите близки.
Тарковски започва работа по сценария още през 1967 г., но заради „Соларис“ проектът е отложен. След премиерата на екранизацията по Станислав Лем (1972), режисьорът се връща към него. Първоначалното наименование е „Изповед“, променено на „Бял ден“, а след това и „Бял, бял ден“, за да се стигне до крайното заглавие „Огледало“.
Първоначално Тарковски възнамерява да привлече за главен оператор Вадим Юсов, с когото правят съвместно „Валяк и цигулка“, „Иваново детство“, „Андрей Рубльов“ и „Соларис“. След като последният прочита сценария, се отказва. Според режисьора, Юсов бил подразнен от автобиографичния характер на бъдещия филм.
Впоследствие, той съжалява за решението си и заявява, че „Огледало“ е най-добрият филм на Тарковски.
Както в почти всички филми на Тарковски и тук присъстват като символи известни художествени произведения: „Автопортретът от Торино“ и „Портрет на Дженевра дей Бенчи“ от Леонардо да Винчи. Игнат прочита част от писмо на Пушкин до Чадаев с размишления относно културното разделение между Европа и Русия.
Във филма е използвана музика от Йохан Себастиян Бах, Джовани Батиста Перголези и Хенри Пърсел. Звучат стихове на Арсений Тарковски, четени от самия поет. Редуват се цветни и черно-бели кадри – подход, станал характерен за творчеството на Тарковски.

## Актьори и персонажи
- Маргарита Терехова – Мария, майката на Альоша; Наталия, бившата му съпруга
- Игнат Данилчев – Игнат, синът му
- Филип Янковски – Альоша, представящ образа на автора като малък
- Алла Демидова – Лиза , колежка на Мария в печатницата
- Анатолий Солоницин – доктора
- Лариса Тарковская – Надежда Петровна
- Николай Гринко – Фьодор Михайлович, директор на печатницата
- Олег Янковски – бащата на Альоша
- Авторът е озвучен от актьора Михаил Смоктуновский.

## Екип
- Сценаристи – Андрей Тарковски, Александр Мишарин
- Режисьор – Андрей Тарковски
- Оператор – Георгий Рерберг
- Композитор – Едуард Артемиев
- Монтаж – Людмила Фейгинова
- Художник – Николай Двигубский
- Костюми – Нели Фомина
- Специални ефекти – Ю. Потапов

## Награди и Номинации
- 1980 – Приз Давид на Донатело“ в категорията Най-добър чуждестранен филм, Италия.